# Inspekteur der Streitkräftebasis
Der Inspekteur der Streitkräftebasis (InspSKB) ist der oberste Verantwortliche für die Streitkräftebasis der Bundeswehr.
Er ist für die personelle und materielle Einsatzbereitschaft verantwortlich und untersteht dem Generalinspekteur der Bundeswehr. Dem Inspekteur untersteht das Kommando Streitkräftebasis mit den unterstellten Einheiten. Bis zum 1. April 2012 war der Inspekteur der Streitkräftebasis zugleich Stellvertreter des Generalinspekteurs. Seit Oktober 2012 ist er nicht mehr Angehöriger des Bundesministeriums der Verteidigung, sondern dem durch den Generalinspekteur der Bundeswehr Volker Wieker mit Wirkung zum 1. Oktober 2012 in Dienst gestellten Kommando Streitkräftebasis zugeordnet. Der Inspekteur und sein Vertreter bekleiden den Dienstgrad eines Vizeadmirals bzw. eines Generalleutnants.
Stefan Lüth führt die SKB seit dem 14. Mai 2024, behält aber aufgrund der anstehenden Umstrukturierung der Bundeswehr den Posten des Stellvertreters des Inspekteurs.

## Inspekteure
| Nr. | Name                                     | Beginn der Amtszeit | Ende der Amtszeit | Bemerkungen                                                         |
| --- | ---------------------------------------- | ------------------- | ----------------- | ------------------------------------------------------------------- |
| 6   | Generalleutnant (Lw) Martin Schelleis    | 1. Okt. 2015        | 14. Mai 2024      |                                                                     |
| 5   | Vizeadmiral Manfred Nielson              | 28. März 2012       | 1. Okt. 2015      |                                                                     |
| 4   | Vizeadmiral Wolfram Kühn                 | 27. Apr. 2006       | 28. März 2012     |                                                                     |
| 3   | Generalleutnant (Lw) Johann-Georg Dora   | 27. Jan. 2006       | 26. Apr. 2006     | nebendienstlich in Vertretung (stellvertretender Generalinspekteur) |
| 2   | Generalleutnant (H) Hans-Heinrich Dieter | 1. Feb. 2004        | 27. Jan. 2006     | in den einstweiligen Ruhestand versetzt                             |
| 1   | Vizeadmiral Bernd Heise                  | 1. Okt. 2000        | 31. Jan. 2004     |                                                                     |